# Meerbusch
Meerbusch is een stad en Duitse gemeente in de Duitse deelstaat Noordrijn-Westfalen, gelegen in de Rhein-Kreis Neuss. De gemeente Meerbusch telt 56.479 inwoners (31 december 2020) op een oppervlakte van 64,39 km².
Meerbusch ligt aan de linkeroever van de Nederrijn tegenover Düsseldorf en heeft een landelijk karakter.
De plaatselijke voetbalclub, TuS 64 Bösinghoven, speelt in de Oberliga Niederrhein.

## Plaatsen in de gemeente Meerbusch
- Büderich (ca. 22.000 inwoners)
- Ilverich
- Langst-Kierst
- Lank-Latum
- Nierst
- Ossum-Bösinghoven
- Osterath (ca. 13.000 inwoners)
- Strümp

## Geboren in de stad
- Anke Plättner, Duits televisiejournalist

## Afbeeldingen

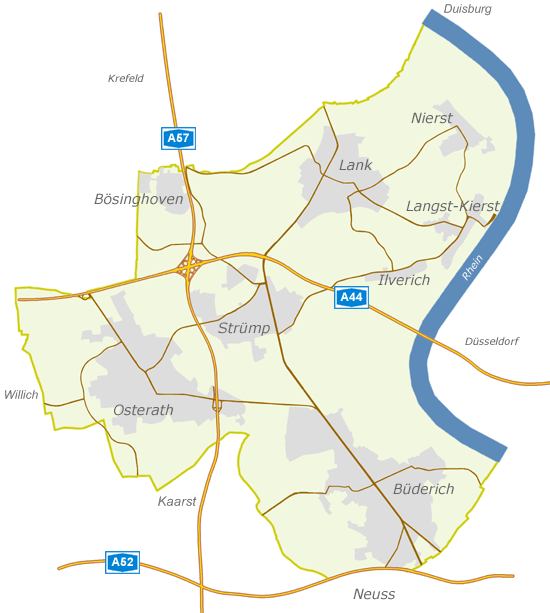
Overzichtskaart
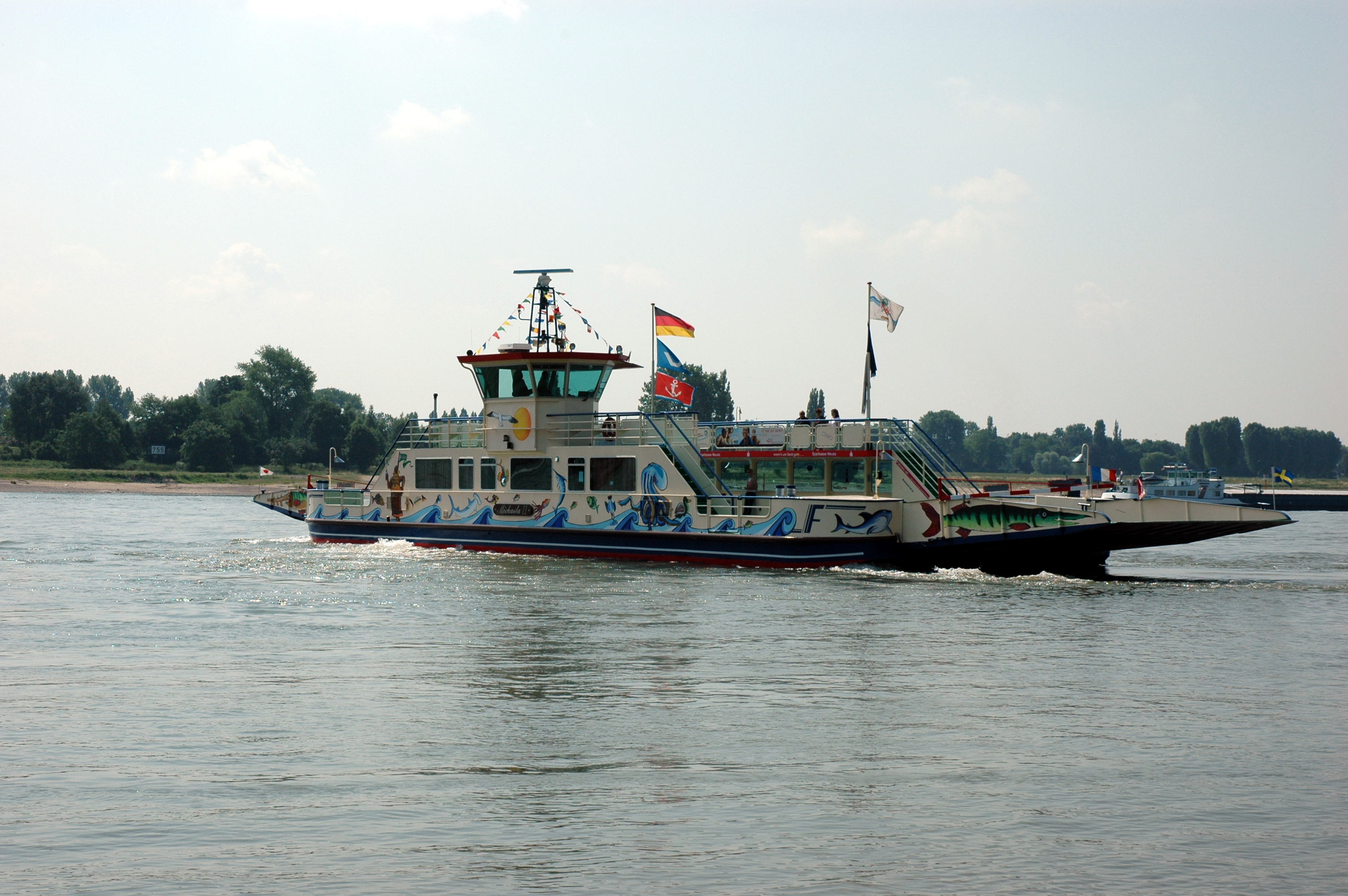
Veer tussen Meerbusch-Langst en Düsseldorf-Kaiserswerth
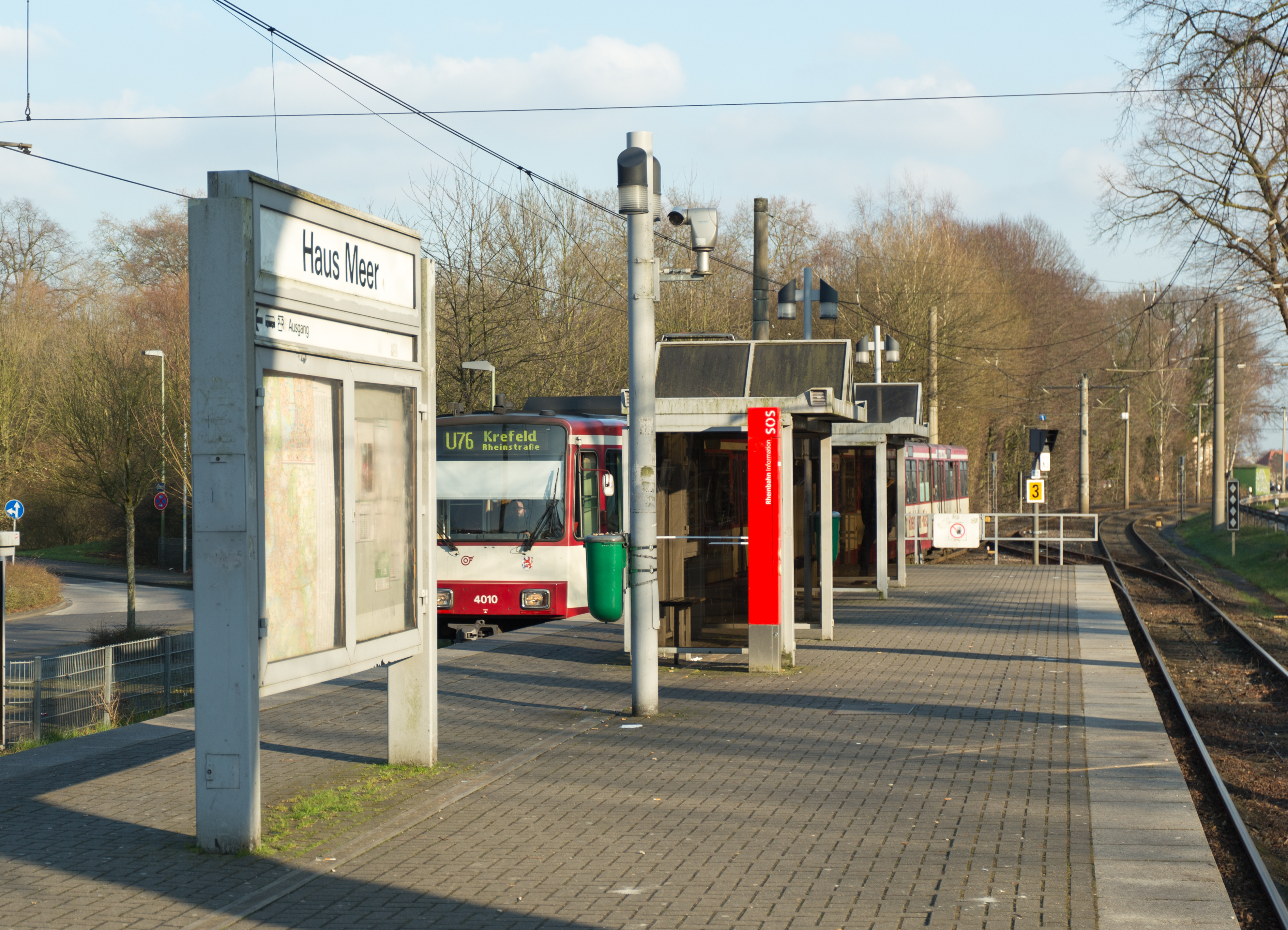
Stadtbahn-halte Haus Meer
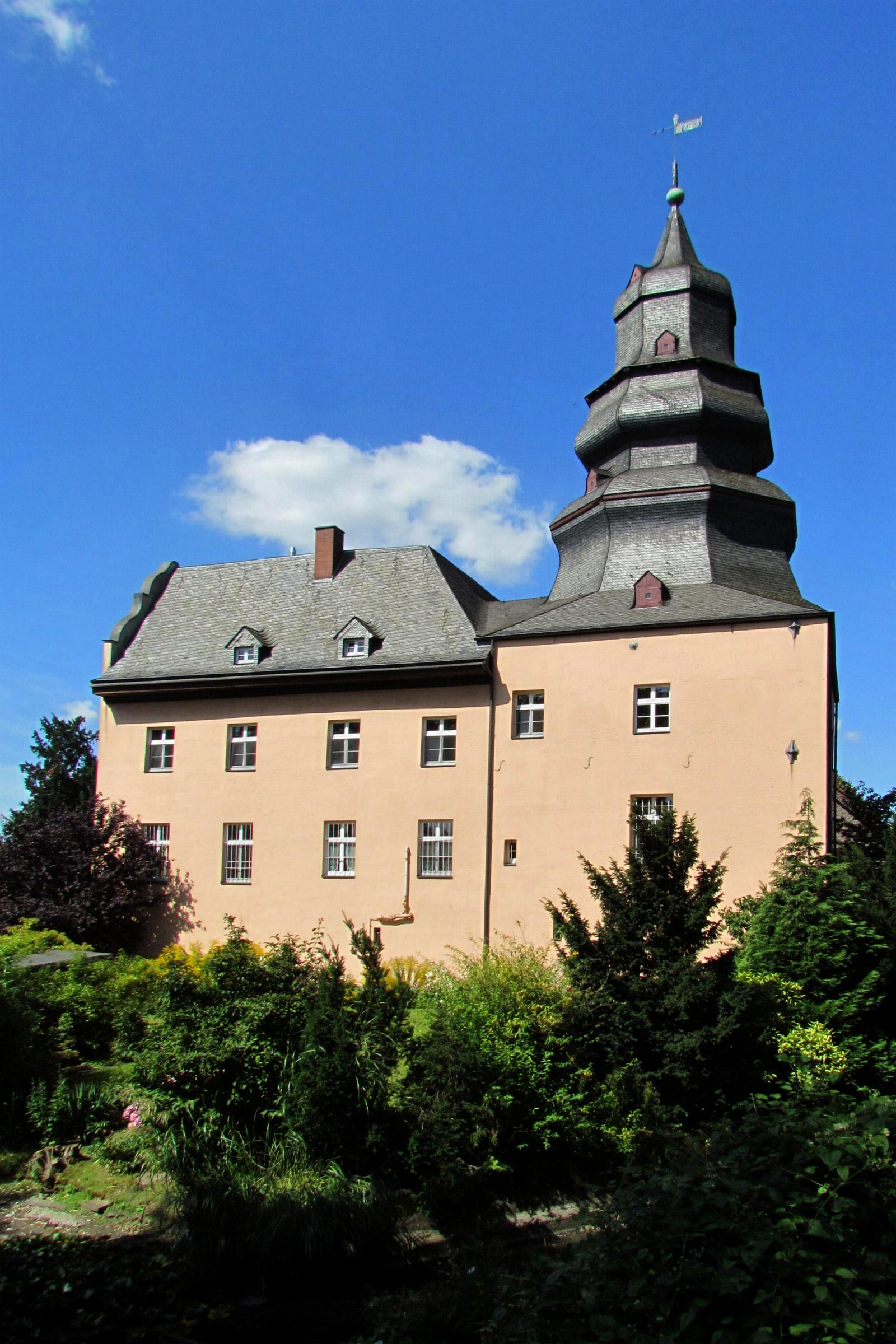
Dyckhof

Dormagen · Grevenbroich · Jüchen · Kaarst · Korschenbroich · Meerbusch · Neuss · Rommerskirchen